# Romualdo Marenco
Pour les articles homonymes, voir Marenco.
Œuvres principales
- Excelsior (Milan, La Scala 1881)

Romualdo Marenco (né le 1er mars 1841 à Novi Ligure, dans le royaume de Sardaigne et mort le 9 octobre 1907 à Milan) est un violoniste et un compositeur romantique italien.

## Biographie
Romualdo Marenco commence sa carrière musicale comme violoniste au Théâtre Doria à Gênes. Sa première composition a été le ballet Lo sbarco di Garibaldi a Marsala (Arrivée de Garibaldi à Marsala). Il a été nommé chef d'orchestre de La Scala de Milan et aussi directeur de la compagnie de ballet pendant sept ans. Ses ballets les plus connus ont été écrits en collaboration avec le chorégraphe Luigi Manzotti durant cette période.
Marenco est surtout connu pour son ballet Excelsior, composé en 1881. Excelsior est une célébration du progrès scientifique et industriel du XIXe siècle, de la lumière électrique, du télégraphe, du moteur à vapeur, et du Canal de Suez. Comme tel, il préfigure le mouvement Futuriste. Pendant les neuf premiers mois, il a été donné 100 fois en Italie et à l'étranger. Il est toujours monté sur scène et a été récemment (2002) représenté à Milan.

## Œuvres

### Opéras
- Lorenzino de' Medici (Livret de G. Perosio, Lodi 1874)
- I Moncalda  (Livret de Fulgi, Milan 1880)
- Federico Struensée (Novi Ligure 1908)

### Opérettes
- Le Diable au corps (Livret de E. Blum et P. Toché, Paris 1884)
- Berta (Livret de E. Blum et P. Toché, Paris 1884)
- La Capitaine Charlotte Paris 1890)
- Strategia d'amore (Livret de C. A. Blengi, Milan 1896)
- La Figlia di Bobi Milan 1896
- Dolores Milan 1896
- I Piccoli Viaggiatori (comédie vaudeville en un acte unique, Lugano 1899)
- The Regatta Girl New York 1900
- Il Diavolo in Corpo (adaptation italienne de Le Diable au corps Rome 1905)

### Ballets
- Niccolò de' Lapi ovvero Firenze ai Tempi dell'assedio (Florence, 1860)
- Lo sbarco dei garibaldini in Sicilia (Florence, 1860) puis Sbarco dei Garibaldini a Marsala e la presa di Palermo)(Gênes, 1861)
- Edelina (Rome, 1862)
- Il Balilla (Gênes, 1863)
- Il Corsaro (Sienne, 1867)
- Nephte (Milan, 1867)
- Armida (chorégraphie Pretesi, représenté sous le titre de Cleofe, Milan 1868)
- Esmeralda (de C. Pugni, Constantinople, Teatro Naum 1869)
- Amore e Arte (Milan, La Scala 1870)
- Bianca di Nevers (Milan, La Scala 1872)
- The Seven Deadly Sins (Milan, La Scala 1873)
- Tempatation (renommé: Ermanzia, Milan, La Scala 1874)
- Sieba (Turin, 1878)
- Delial ( Milan, La Scala 1880)
- Excelsior (Milan, La Scala 11 janvier 1881)
- Dai Natha (Milan, La Scala 1882)
- L'astro di Afgan (Milan, La Scala 1883)
- Amor (Milan, La Scala 1886)
- Hannibal (Milan, Teatro Dal Verme 1888)
- Teadora (Milan, La Scala 1889)
- Day-Sin (Milan, La Scala 1891)
- Sport (Milan, La Scala 1897)
- Eureka (Milan, La Scala 1901)
- Bacco and Gambrinus (Milan, La Scala 1904)
- Light (Milan, La Scala 1905)

### Autres œuvres
- 2 Symphonies
- Marche Inaugurale pour l'Exposition de Turin
- Bella Elvezia, polka pour piano
- Hymn to Ticino (Lugano 1899)